# 木内あきら
木内 あきら（きうち あきら、1973年6月29日 - ）は、日本のタレント、エステティシャン兼ビューティーアドバイザー。京都府京都市生まれ。血液型はB型。

## 略歴
- 1993年、短大在学中に「'94テイジン水着キャンペーンモデル」に選ばれデビュー。
- 1994年度のフジテレビビジュアルクイーン、1995年度の大磯ロングビーチキャンペーンガールなど雑誌グラビアモデルとして活躍。
- 1994年年末に、読みは同じでも「きうちあきら」を「きのうちあきら」と改名したと伝えた。改名した理由は「木内あきらのままだと死ぬ!!」と言われたから。その後「きうちあきら」に戻している。
- 以後、女優業や人気番組『ギルガメッシュないと』の司会など幅広く活躍した。
- 2003年に、5歳年上のスタイリストと結婚したものの引退はしておらず、主婦業の傍らドラマの脇役などに登場している。

## 所属事務所
- デビュー当時はイエローキャブに所属していたものの、後に所属を転々とした。バラエティ番組で、事務所に所属していないタレントとして紹介されたこともある（演出上のものかどうか真偽は不明）[2]。現在はオフィス斬に所属。

## 出演

### テレビドラマ
- お願いデーモン!（1993年　フジテレビ）
- 夢見る頃を過ぎても（1994年　TBS）
- 水戸黄門外伝 かげろう忍法帖 第9話（1995年　TBS）
- 土曜ワイド劇場
  - 「はみだし弁護士・巽志郎7」（2003年、朝日放送）- 太田智子 役
  - 「さすらいの女弁護士 山岸晶」（2010年、テレビ朝日）
- 特命係長 只野仁 シーズン4 第38話（2009年　テレビ朝日）
- ご近所探偵・五月野さつき4 旅立ちの代償（2009年　TBS）- 江間道代 役
- JIN-仁- 第11話（2009年　TBS） - 漁村の村娘（ぱちきん）役

### 映画
- リフレクション 呪縛の絆（2002年）- 時田久美 役
- 覚醒 KA・KU・SE・I その出会いで女は目覚める（2007年、監督：森敦司） - 美紗 役

### Vシネマ
- 勝手にしやがれ!! 脱出計画（1995年）
- BE-BOP-HIGHSCHOOL 高校与太郎子連れ狼篇（1997年）
- 恋のスノボーエンジェル（1997年） - 主演
- 4 Streets Love 好き・すき・スキッ!（1998年）第3話「好きを売る女」 - 主演・モデル役
- HOKURO 百発病伝説（2003年）
- 実録・関東やくざ戦争 修羅の盃（2003年） - リサ(石井組幹部加藤博臣の妻)役
- 獣牝たちの館 女因611（2007年） - 主演・水島沙弥香役
- 実説・極妻任狂道 極妻一代縄張り争い篇（2010年） - 青柳梢(高級クラブ「楊貴妃」ママ)役

### CM
- 丸大食品「うす塩」

### 舞台
- 幸せになろうね

### TVバラエティー
- 天使のU・B・U・G (1994年10月-1995年3月、フジテレビ)
- ギルガメッシュないと（1995年4月 - 1996年3月、テレビ東京）
- ナイナイナ（1997年 - 1999年、テレビ朝日）
- グラビアの美少女（1996年、MONDO21）
- あなたといく 酒と温泉ふたり旅
- 今夜くらべてみました (日本テレビ)

### インターネット番組
- コイカツ 恋愛ノウハウトークライブvol.2（マシェリバラエティ マシェバラ 2010年6月11日）

## リリース作品

### 写真集
- SINCERITY(シンセレティ)（1993年10月、クラリオンソフト、撮影：野村誠一）ISBN 978-4906113996
- Akira（1994年8月、講談社、撮影：野村誠一）ISBN 978-4063050301
- 原寸美女図鑑ポスターブック（1996年3月、ぶんか社、撮影：萩庭桂太）ISBN 978-4821120819・・・共演：原千晶、桂木亜沙美、坂木優子、青木裕子、松田千奈
- 太陽と私（1996年3月、ぶんか社、撮影：落合遼一）ISBN 978-4821120871
- タブロー（1997年10月、ワニブックス、撮影：久保田昭人）ISBN 978-4847024689
- SLAVE(Ochiai Ryouichi Sex Session)（1999年12月 竹書房、撮影：落合遼一）ISBN 978-4812405734
- LEAPAINT TOMI-E（2001年6月、フォーブリック、撮影：若杉憲司）ISBN 978-4894616448

### 雑誌
- デラべっぴん No.107（1994年10月号、英知出版）表紙

### ビデオ
- Visual Queen of The Year 94 The Temptress（1994年7月21日、ポニーキャニオン）
- マーメイド（1994年8月）

### DVD
- in 覚醒（2006年4月7日）
- AQUA（2009年12月18日、タオ）